# باغ تونوگایاتو
باغ تونوگایاتو (به ژاپنی: 殿ヶ谷戸庭園 Tonogayato Teien) یکی از پارک‌های توکیو پایتخت ژاپن است. در سال‌های ۱۹۱۳ تا ۱۹۱۵ ویلای سرمایه‌دار و سیاستمدار ژاپنی اگوجی سادائه بوده‌است. در سال ۱۳۲۹ توسط مالک شرکت میتسوبیشی خریداری شده‌است. در سال ۱۹۷۴ توسط شهرداری توکیو خریداری شد و پنج سال بعد به عنوان پارک افتتاح شد.

## رسیدن به پارک
- جی آر، خط چوئو-هونسن، ایستگاه کوکوبونجی.از ایستگاه تا پارک دو دقیقه پیاده راه است.[۱]

## نگارخانه

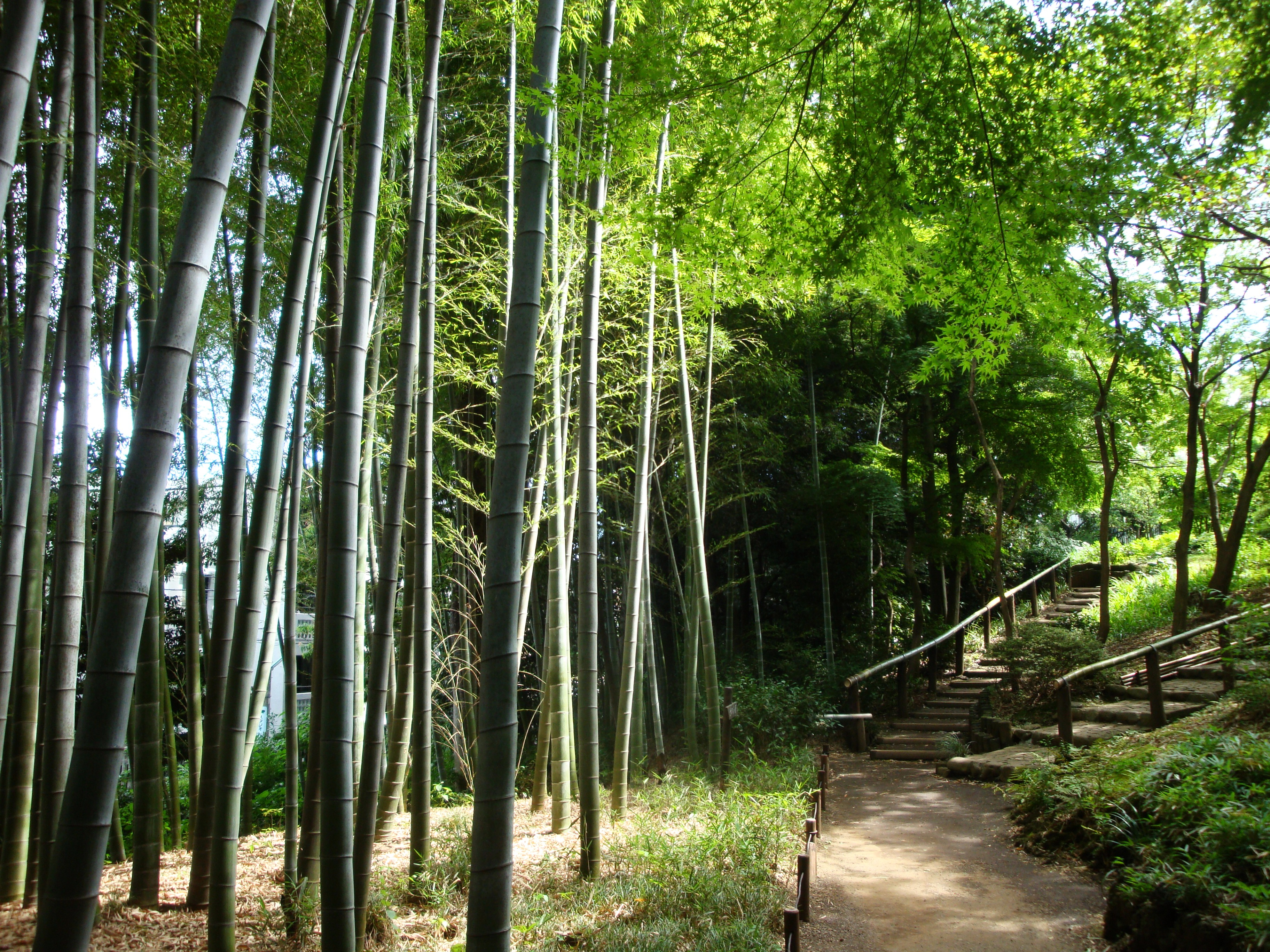
جنگل خیزران
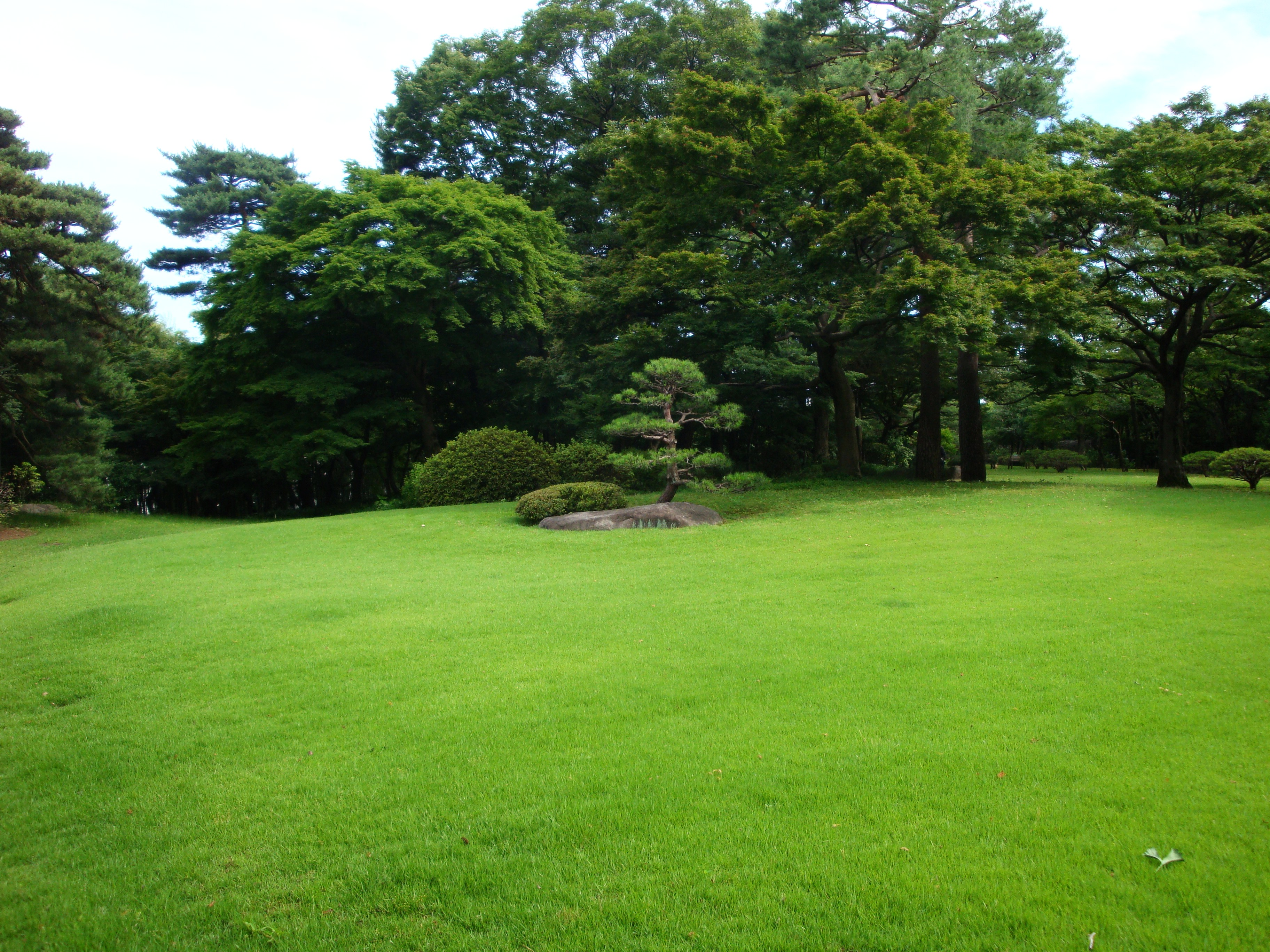
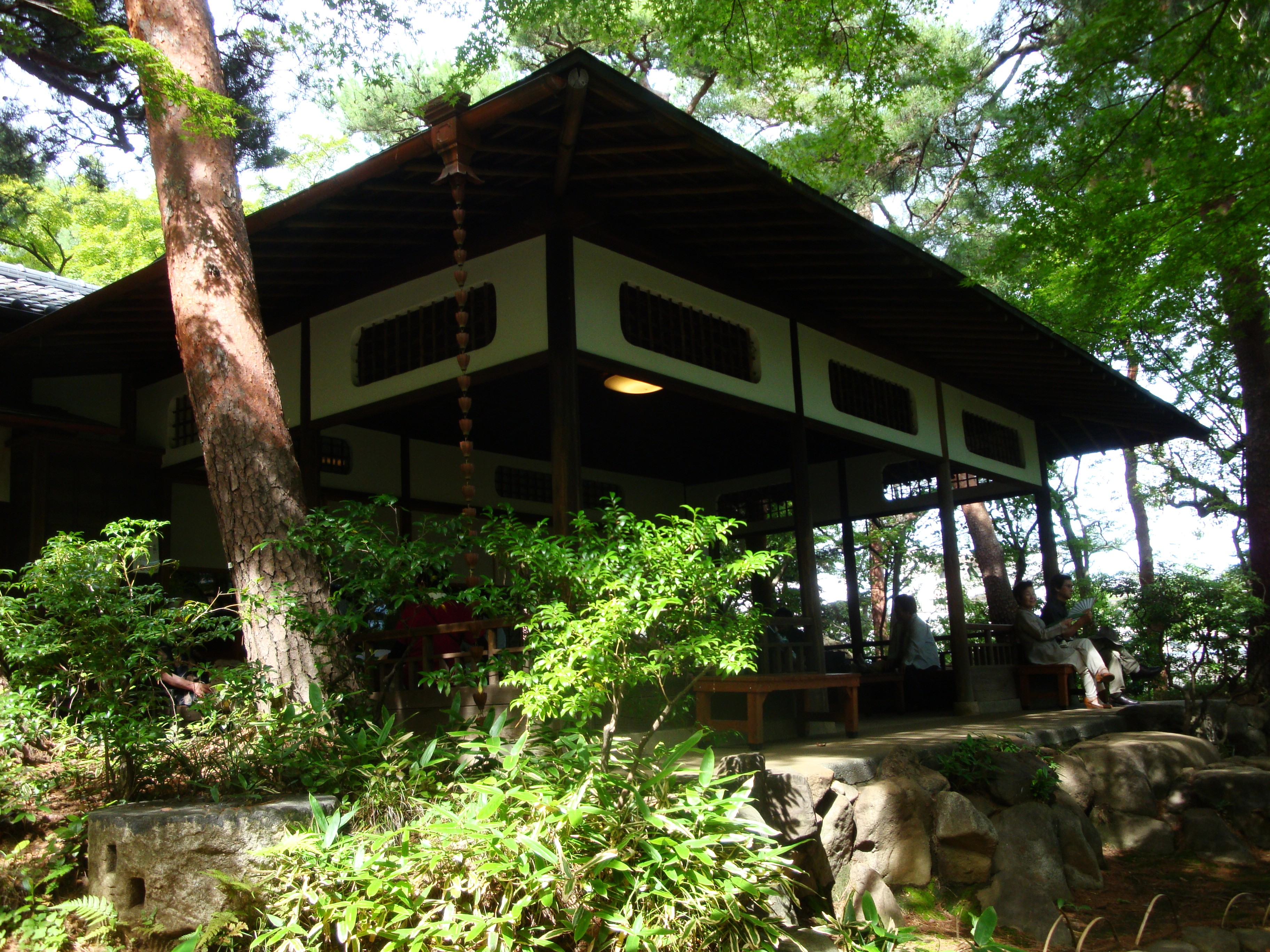
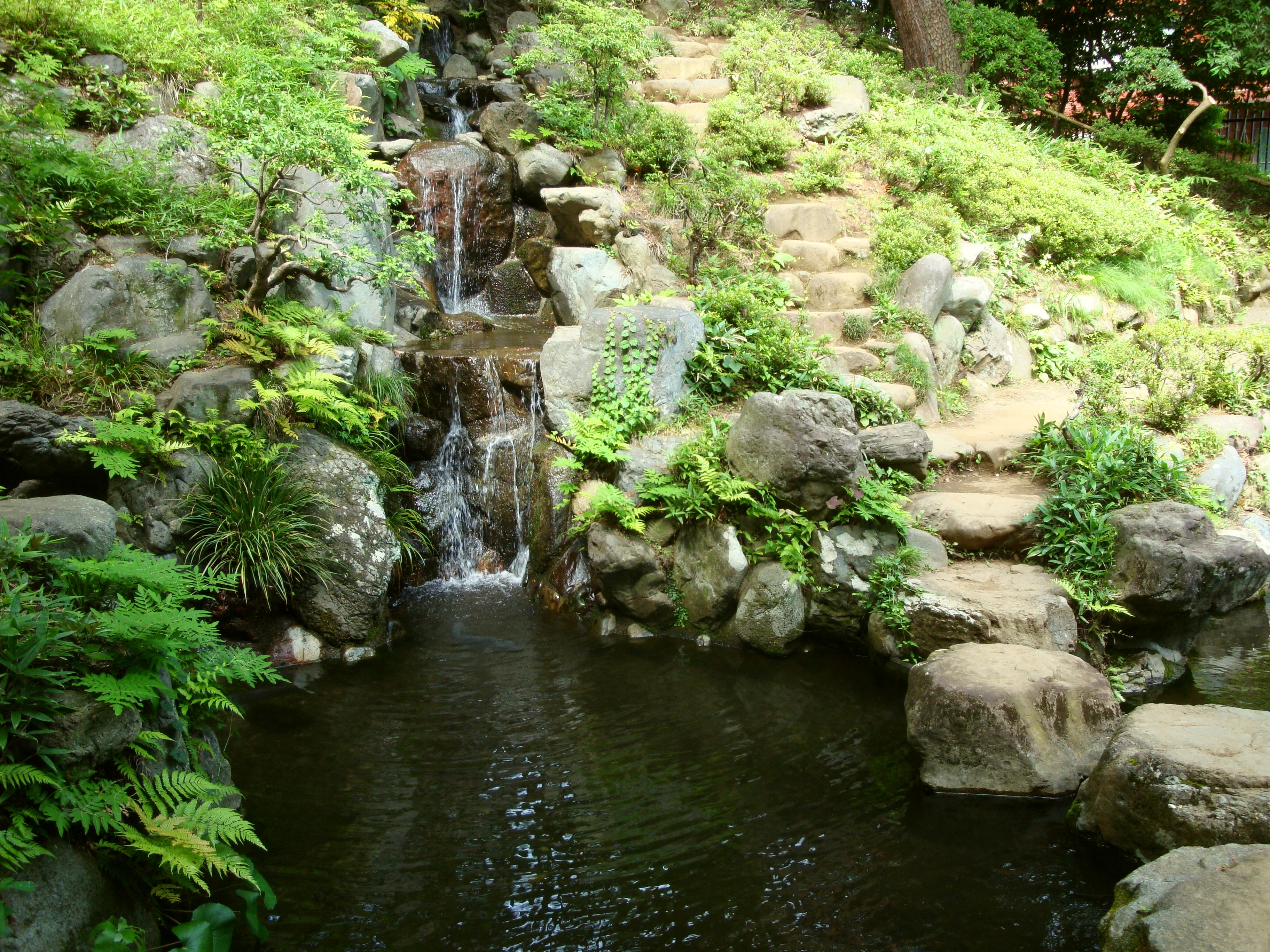